# 鄭根宇
鄭根宇（英語：Jeong Keun-woo，1982年10月2日—）是一名出身於韓國釜山廣域市的棒球運動員，擔任內野手（二壘手）的工作，目前效力於韓國職棒聯賽的LG雙子。

## 獎項
- 2004年世界大學棒球錦標賽打點王
- 韓國職棒聯賽金手套獎－2006年、2009年、2013年（二壘手部門）
- 韓國職棒聯賽得分王－2016年

### 其他獎項
| 年度 | 頒獎典禮          | 獎項                           | 作品             | 結果 | 參    |
| ---- | ----------------- | ------------------------------ | ---------------- | ---- | ----- |
| 2025 | 第4屆青龍系列大獎 | 綜藝·教養部門 新人男子綜藝人賞 | 《金星根的寒假》 | 提名 | [ 2 ] |

## 外部連結
- 鄭根宇在韓國職棒官網（打者）（英语）
- 鄭根宇在Baseball-Reference.com（小聯盟以及海外聯盟）（英语）
- 鄭根宇在The Baseball Cube（英语）
- 鄭根宇在Olympedia（英语）